# Nina Pacari
Nina Pacari Vega Conejo, abans María Estela Vega Conejo (Cotacachi, Imbabura, 9 d'octubre de 1961), és una advocada, dirigent indígena i política equatoriana de nacionalitat quítxua.

## Biografia
Va ser inscrita en el registre com a María Estela, però a l'edat de 24 anys va canviar oficialment els seus noms castellans pels quítxues Nina Pacari (del quítxua nina ‘foc’, ‘llum’, i paqariy ‘aparèixer’, ‘alba’; ‘foc de l'alba’, doncs). Va estudiar dret a la Universitat Central de l'Equador, a Quito, on va obtenir el títol de doctora en dret. A la facultat va conèixer altres estudiants indígenes i va començar a lluitar pels drets dels pobles indígenes i la defensa de la llengua quítxua.
Nina Pacari va col·laborar com a advocada en la Federación de los Pueblos Kichwa de la Sierra Norte del Ecuador (FICI), una organització amb seu a Imbabura que ara és membre de ECUARUNARI. Després, va ser advocada de comunitats quítxues a la província de Chimborazo. El 1989 es va fer consellera jurídica de la confederació indígena CONAIE, fundada el 1986. En l'aixecament de 1990 va donar suport a comunitats indígenes a Chimborazo i va participar en les negociacions amb el govern. El 1994, va elaborar un projecte de llei agrària contra el projecte del president Sixto Durán Ballén, que, a causa de la resistència dels camperols, no va ser aplicat. En 1997 va ser representant de la província de Chimborazo a l'Assemblea Nacional i va col·laborar en l'elaboració de la nova constitució. L'agost de 1998 va ser escollida per al Congrés Nacional de l'Equador, on fou la primera dona indígena, com a membre del Moviment Pachakutik.
Durant el govern de Lucio Gutiérrez, en 2003, va ser la primera dona indígena d'Amèrica Llatina a ocupar el càrrec de ministra de relacions exteriors, però poc després va deixar el govern juntament amb el ministre d'agricultura Luis Macas. Al maig de 2007 va ser escollida jutgessa del Tribunal Constitucional, avui Cort Constitucional.
Des de 2017 fins al dia d'avui, ofereix els seus coneixements en l'Escuela Itinerante de Derecho Kichwa de l'Instituto de Ciencias Indígenas Pacari.

## Obres
- «Las culturas nacionales en el estado multinacional ecuatoriano». Antropolgía, cuadernos de investigación, 3 (novembre de 1984), 113-22.
- «Los indios y su lucha jurídico-política». Revista ecuatoriana de pensamiento marxista, 12 (1989), 41-47.
- «Levantamiento indígena». A: Sismo étnico en el Ecuador: Varias perspectivas, ed. José Almeida et al., 169-186. Quito, Ecuador: CEDIME--Ediciones Abya-Yala, 1993.
- Taking on the Neoliberal Agenda. NACLA Report on the Americas 29, 5 (març-abril 1996), 23-32